# Ндиракобука, Жерве
Жерве Ндиракобука (фр. Gervais Ndirakobuca; род. 1970) — бурундийский политик, бывший офицер полиции и командир повстанцев, занимающий пост председателя Сената Бурунди с 5 августа 2025 года. Премьер-министр Бурунди с 7 сентября 2022 по 5 августа 2025 года. До этого он был министром внутренних дел, общественной безопасности и общественного развития. Он известен своим жестоким подавлением гражданских протестов в Бурунди в 2015 году и находился под санкциями США и Европейского Союза за нарушения прав человека, когда президент Эварист Ндайишимие назначил его министром безопасности.

## Биография
Родился в 1970 году в Букинаньяне, провинция Чибитоке, Бурунди.
Он был командиром повстанцев во время гражданской войны в Бурунди, завершившейся в 2005 году. Его прозвище было «Ндакугарика», что на языке кирунди означает «Я убью тебя». После окончания гражданской войны он присоединился к Национальной полиции Бурунди и дослужился до звания комиссара (генерал-лейтенанта). К нему обращались как к генералу.
Будучи комиссаром полиции, он применил чрезмерную силу для подавления гражданских протестов 2015 года, последовавших за поправкой к конституции, которая дала президенту Пьеру Нкурунзизе законное право баллотироваться на третий срок. Санкции были введены в отношении Ндиракобуки Соединёнными Штатами, Великобританией, Францией, Швейцарией и Европейским союзом за «акты насилия, репрессии и нарушения международного законодательства в области прав человека в отношении протестующих… 26, 27 и 28 апреля в округах Ньякабига и Мусага в Бужумбуре». Во время акции протеста было убито по меньшей мере 1700 человек. Международный уголовный суд начал расследование в отношении правительственных чиновников, причастных к репрессиям, включая Ндиракобуку.
Несмотря на это, Ндайишимийе назначил его на влиятельную должность министра внутренних дел в июне 2020 года, что сделало Ндиракобуку членом кабинета национального правительства Бурунди, наиболее подпадающим под международные санкции. Он считался де-факто заместителем премьер-министра или «суперминистром» с его подавляющим портфелем в трёх ключевых министерствах внутренних дел, безопасности и общественного развития в правительстве Нкурунзизы, но Ндайишимие объединил его в единое министерство и передал Ндиракобуке.
Ндиракобука стал премьер-министром Бурунди 7 сентября 2022 года, сменив премьер-министра Алена-Гийома Буньони, после того как Ндайишимийе предупредил, что против его правительства готовится государственный переворот. Парламент единогласно утвердил Ндиракобуку на эту должность.